# Alfonsów (Poddębice)
Alfonsów [pronunciación en polaco: /alˈfɔnsuf/] (traducción: Pimps) es un pueblo ubicado en el distrito administrativo de Gmina Zadzim, dentro del Distrito de Poddębice, Voivodato de Łódź, en Polonia central. Se encuentra aproximadamente a 4 kilómetros al noroeste de Zadzim, a 15 kilómetros al suroeste de Poddębice, y a 46 kilómetros al oeste de la capital regional Lodz.
El pueblo tiene una población de 50 habitantes aproximadamente.